# کورنلیوس فن اوین
کورنلیوس فن اوین (آلمانی: Cornelius van Oyen; ۲۸ نوامبر ۱۸۸۶ – ۱۹ ژانویهٔ ۱۹۵۴) تیرانداز اهل آلمان بود.
وی در مسابقات کشوری و بین‌المللی در مجموع برندهٔ ۱ مدال طلا شده‌است.